# 233559 Pizzetti
233559 Pizzetti è un asteroide della fascia principale. Scoperto nel 2007, presenta un'orbita caratterizzata da un semiasse maggiore pari a 2,7584605 UA e da un'eccentricità di 0,1362061, inclinata di 12,71582° rispetto all'eclittica.
L'asteroide è dedicato all'astrofilo italiano Gianpaolo Pizzetti.